# Le Champ-Saint-Père
Le Champ-Saint-Père település Franciaországban, Vendée megyében. Lakosainak száma 2041 fő (2022. január 1.). Le Champ-Saint-Père La Bretonnière-la-Claye, Rosnay, Saint-Vincent-sur-Graon és Rives de l’Yon községekkel határos.

## Népesség
A település népességének változása:
| Lakosok száma | 1815 | 1840 | 1862 | 1837 | 1836 | 1857 | 1852 | 1947 | 2041 |
|               | 2013 | 2015 | 2016 | 2017 | 2018 | 2019 | 2020 | 2021 | 2022 |